# Amsteldijk 83
Amsteldijk 83 te Amsterdam is een hoekpand aan de Amsteldijk en de Lutmastraat in Amsterdam-Zuid.

## Agrarische buurt

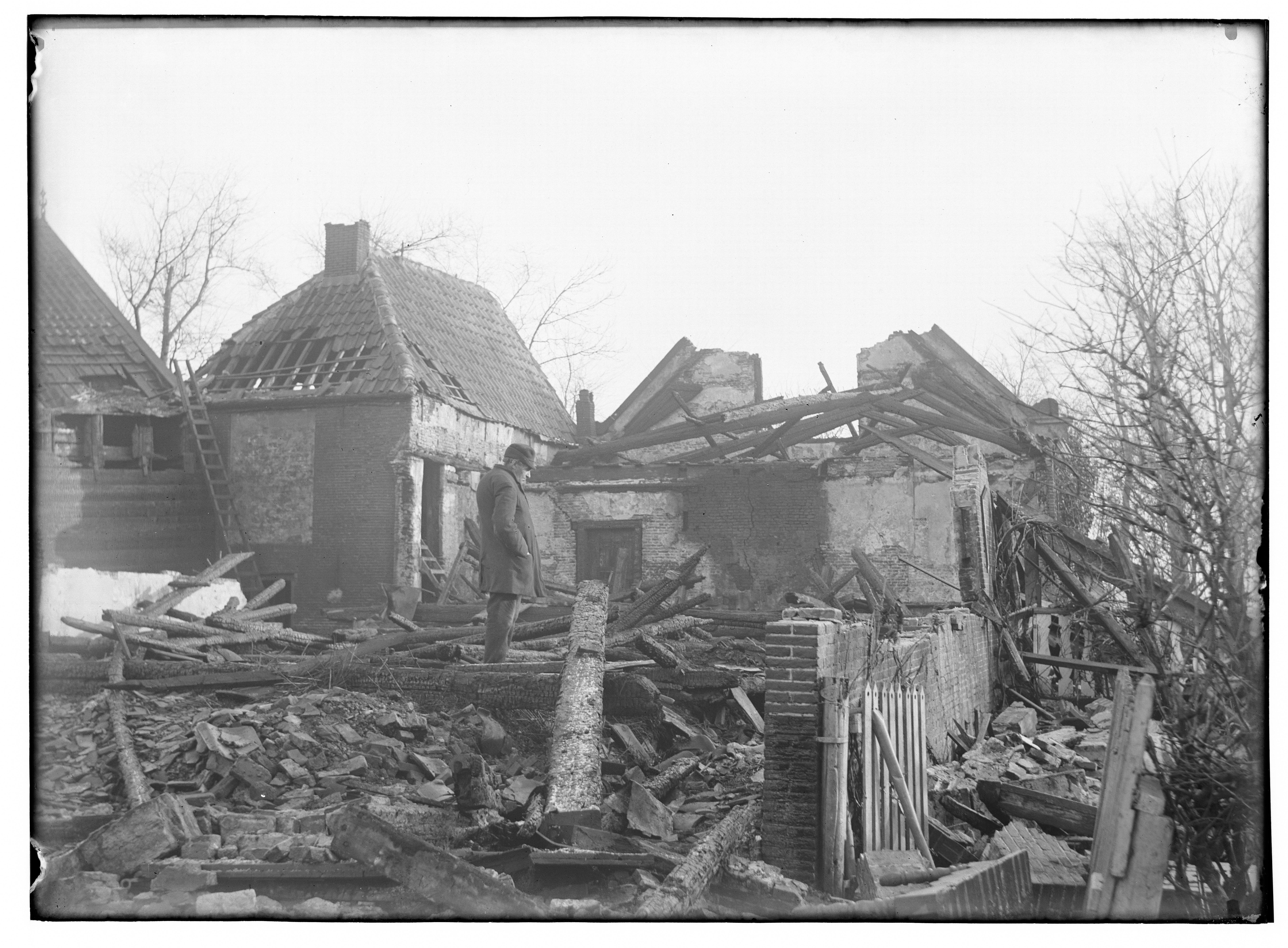
Afgebrande boerderij (november 1893)

De Diamantbuurt in Amsterdam, waarin het gebouw staat, is een wijk die gebouwd is op wat eeuwenlang agrarisch gebied was. In de 19e eeuw werd het jarenlang bestuurd door de gemeente Nieuwer-Amstel. Die gemeente kende uitgestrekte weilanden met hier en daar een kern aan bebouwing. In de noordoosthoek bij de grens met gemeente Amsterdam kwam mede door die laatste in de 19e eeuw steeds meer stedelijke bebouwing. Bewoners uit het bedompte Amsterdam kregen meer lucht in Nieuwer-Amstel met haar open velden. Dat het boerenland nog altijd vlak bij was blijkt uit een brand in november 1893. Een schilder was aan het werk in een boerderij annex horecabedrijf. Toen hij een kopje koffie wilde gaan drinken, zorgde een omgevallen brandende schilderslamp voor een brand in het gebouw dat een door riet onderschoten pannendak had. Riet en landbouwmateriaal zorgden voor een flinke uitbreiding van de brand. De brandweer was weliswaar binnen enkele minuten aanwezig, maar moest van ver komen en was in wezen te laat. Die brandweerpost zat in de Roelof Hartstraat, de kazerne werd toen veelal aangeduid met “die tegenover het Concertgebouw”. Die ene brandspuit was onvoldoende; er moesten nog handspuiten komen uit de kazerne bij het Kalfje op de kruising Kalfjeslaan en Amsteldijk. Allebei te ver weg vond De Morgenpost en ook De Tijd. direct na de brand. Een brandspuit in de omgeving van het Raadhuis van Nieuwer-Amstel, dat even verderop staat, was in hun ogen geen overbodige luxe. 

## Stedelijke bebouwing

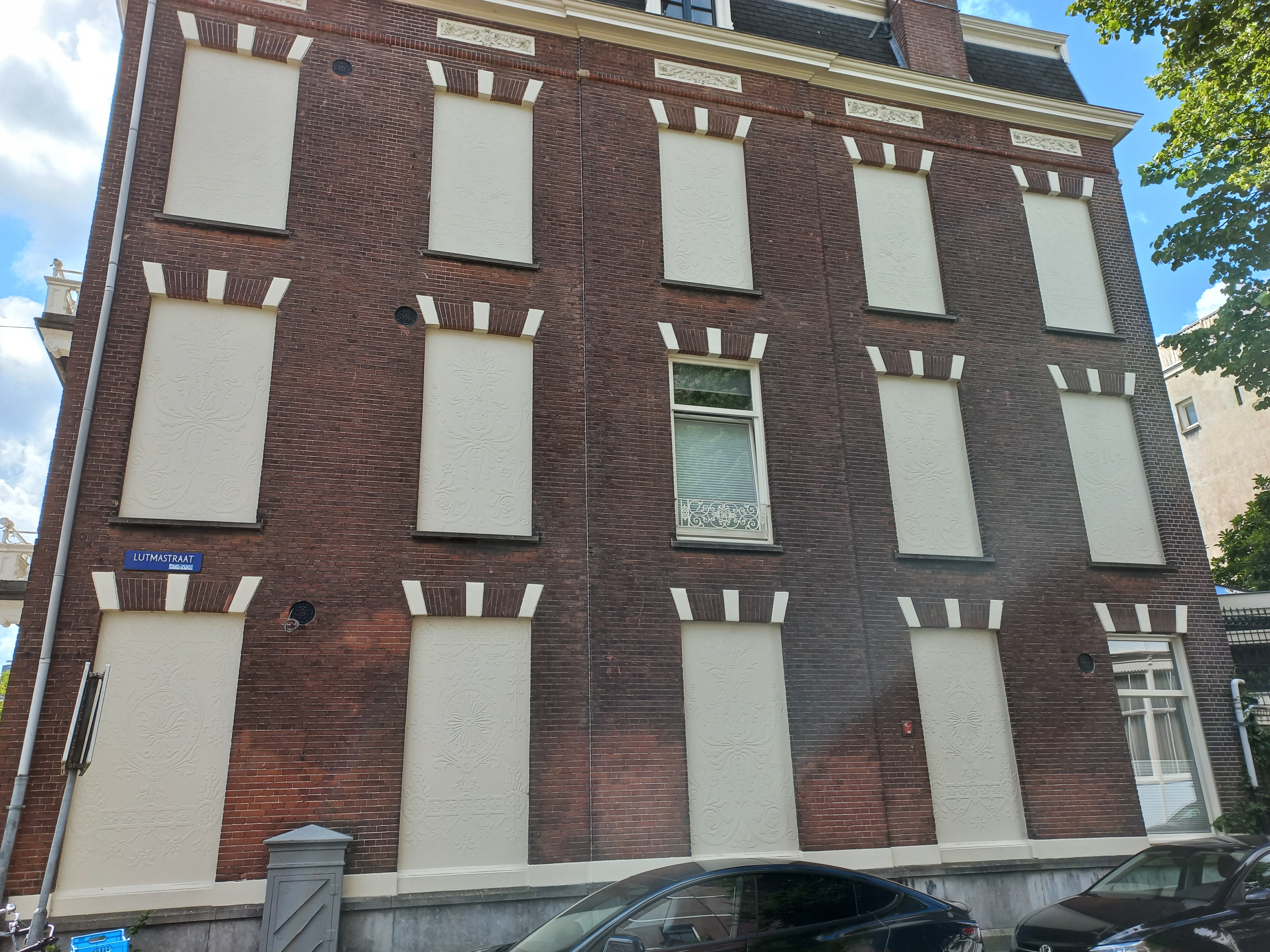
Zijgevel Lutmastraat (juli 2023)

Op ongeveer dezelfde plek werd in 1893 gebouwd aan een drietal portiekwoningen, die overleefden de brand, maar werden eigenlijk gebouwd ter completering van de Diamantbuurt ingericht en volgebouwd onder Dolf van Gendt. Van Gendt is echter niet de architect van deze woningen aan de Amsteldijk 83-85. Het is vermoedelijk aannemer D. Schut (die het Raadhuis bouwde), maar de woningen zagen er bij oplevering al anders uit dan op de tekening met diens handtekening. De drie panden ogen ook in de 21e eeuw nog hetzelfde al zijn er kleine verschillen tussen 83-84 en 85:
- meest opvallend is dat waar 83-84 elk twee balkons hebben, daar heeft 95 een erker en daarop geplaatst balkon, consoles van balkons en erker zijn verschillend
- 83-84 hebben brede “kale” portieken, 85 een smalle versierde toegangsdeur met pilasters en gepleisterde omlijsting
- 83-84 hebben elk drie even brede raamgangen, nr. 85 twee totaal verschillende; die wijze is ook terug te vinden in de sierstrippen van pleisterwerk onder de doorlopende daklijst.

Alle drie de gebouwen zijn grotendeels opgetrokken uit baksteen, maar de raampartijen kennen veel natuurstenen sluitsteentjes. Blikvangers van de gebouwen bevinden zich in de zijgevel van nummer 83; daar is een aantal blinde raamopeningen (ter voorkoming van glasbelasting) te zien afgedekt met pleisterwerk met siermotieven.
De gebouwen waren amper opgeleverd toen in 1896 de gemeente Amsterdam dit deel van Nieuwer-Amstel opslokte. In 1915 volgde nog een naamwijziging in de adressering; De Ruiterstraat/De Ruyterstraat uit Nieuwer-Amstel werd de Amsterdamse Lutmastraat. In 1940 werd het buurpand Amsteldijk 86 grondig verbouwd dan wel gesloopt en vervangen door nieuwbouw; de overgang tussen de gebouwen is een stijlbreuk.